# Suzuki Takehito
Takehito Suzuki (sinh ngày 11 tháng 6 năm 1971) là một cầu thủ bóng đá người Nhật Bản.

## Sự nghiệp câu lạc bộ
Takehito Suzuki đã từng chơi cho Yokohama Marinos, Kyoto Purple Sanga, Gamba Osaka, Vissel Kobe và Vegalta Sendai.